# Élections législatives de 1986 dans le Morbihan
Les élections législatives françaises de 1986 ont lieu le 16 mars 1986. Dans le département du Morbihan, six députés sont à élire dans le cadre d'un scrutin proportionnel par liste départementale à un seul tour.

## Élus
| Député élu            |  | Parti     |
| --------------------- |  | --------- |
| Raymond Marcellin     |  | UDF (PR)  |
| Jean-Charles Cavaillé |  | RPR       |
| Loïc Bouvard          |  | UDF (CDS) |
| Aimé Kergueris        |  | UDF (PR)  |
| Jean-Yves Le Drian    |  | PS        |
| Jean Giovannelli      |  | PS        |

## Résultats

### Résultats à l'échelle du département
| Liste Parti politique | Liste Parti politique                                                                                       | Tête de liste           | Tour unique | Tour unique | Sièges |
| Liste Parti politique | Liste Parti politique                                                                                       | Tête de liste           | Voix        | %           | Sièges |
| --------------------- | --- | ----------------------- | ----------- | ----------- | ------ |
|                       | Liste d'union pour le progrès et les libertés Union pour la démocratie française (RPR)                      | Raymond Marcellin       | 171 155     | 52,04       | 4      |
|                       | Le bon cap pour le Morbihan - Pour une majorité de progrès Parti socialiste                                 | Jean-Yves Le Drian      | 104 190     | 31,68       | 2      |
|                       | Rassemblement national Front national                                                                       | Claudine Dupont-Tingaud | 22 525      | 6,85        | 0      |
|                       | Liste présentée par le Parti communiste français Parti communiste français                                  | Jean Maurice            | 22 070      | 6,71        | 0      |
|                       | Vivre et décider en Bretagne Union démocratique bretonne                                                    | Joël Guégan             | 3 878       | 1,18        | 0      |
|                       | Liste du Mouvement pour un parti des travailleurs Extrême gauche (Mouvement pour un parti des travailleurs) | Claude Lebarillier      | 2 831       | 0,86        | 0      |
|                       | Initiative 86 - Entreprendre et réussir la France de l'an 2000 Sans étiquette                               | Michel Rénier           | 2 224       | 0,67        | 0      |
|                       | |                         |             |             |        |
| Inscrits              | Inscrits | Inscrits                | 434 283     | 100,00      | 6      |
| Abstentions           | Abstentions                                                                                                 | Abstentions             | 88 169      | 20,30       |        |
| Votants               | Votants | Votants                 | 346 114     | 79,70       |        |
| Blancs et nuls        | Blancs et nuls                                                                                              | Blancs et nuls          | 17 241      | 4,98        |        |
| Exprimés              | Exprimés | Exprimés                | 328 873     | 95,02       |        |

### Listes complètes en présence
| Liste Étiquette politique (partis et alliances) | Liste Étiquette politique (partis et alliances)                                                                | Candidats (et remplaçants éventuels) |
| ----------------------------------------------- | --- | --- |
|                                                 | Liste d'union pour le progrès et les libertés Union de la droite (UDF - RPR - DVD)                             | 1. Raymond Marcellin (PR) 2. Jean-Charles Cavaillé (RPR) 3. Loïc Bouvard (CDS) 4. Aimé Kergueris (PR) 5. Jean-Jacques Quéméner (RPR) 6. Michel Morvant (RPR) ————————————7. Sylvie de Kersabiec (DVD) 8. Patrick Bollet (PR) |
|                                                 | Le bon cap pour le Morbihan - Pour une majorité de progrès avec le président de la République Parti socialiste | 1. Jean-Yves Le Drian 2. Jean Giovannelli 3. Henri Le Rohellec 4. Gwénaël Doré 5. Louis Le Guern 6. Odile Blanc-Dubuisson ————————————7. Paul Baudic 8. Henri Scanvic                                                        |
|                                                 | Rassemblement national Front national                                                                          | 1. Claudine Dupont-Tingaud 2. Alexandre Lemeni 3. André Guyomar 4. Janine Rioux 5. Raymond Dumonteil 6. Xavier de Lapasse ————————————7. Jean-Claude Cordier 8. Gwénaëlle Souffes-Després                                    |
|                                                 | Liste présentée par le Parti communiste français Parti communiste français                                     | 1. Jean Maurice 2. Jean Le Borgne 3. Armand Guillemot 4. Roland Le Merlus 5. Marie-Luce Jean 6. Gérald Carlac'h ————————————7. Jeanine Bouvier 8. Daniel Kerjean                                                             |
|                                                 | Vivre et décider en Bretagne Union démocratique bretonne                                                       | 1. Joël Guégan 2. Jacques Chérel 3. Alan Stivell (Alain Cochevelou) 4. Fernande Gillet 5. Jean-Yves Guiho 6. Marie-Hélène Le Roux ————————————7. Yannick Quénéhervé 8. Jean-Yves Simon                                       |
|                                                 | Liste du Mouvement pour un parti des travailleurs Mouvement pour un parti des travailleurs                     | 1. Claude Lebarillier 2. Chantal Vicente 3. Isabelle Robic 4. Hervé Cadoret 5. Bernard Lasnier-Lachaise 6. Roger Jeuland ————————————7. Catherine Le Guennec 8. Philippe Ronflette                                           |
|                                                 | Initiative 86 - Entreprendre et réussir la France de l'an 2000 Sans étiquette                                  | 1. Michel Rénier 2. Dominique Grenet 3. Lionel Briey 4. Yvon Le Bihan 5. Gwénaël Benoit 6. Jean-Michel Le Roux ————————————7. Benoit Vansoeterstede 8. Michel Mouton                                                         |